# Stazione di Donnafugata
La stazione di Donnafugata è una stazione ferroviaria posta sulla linea Caltanissetta Xirbi-Gela-Siracusa. La stazione è sita nel territorio comunale di Ragusa, a circa 15 chilometri dalla città, nei pressi del castello di Donnafugata, la dimora che sovrastava quelli che erano i possedimenti della ricca famiglia Arezzo De Spuches.

## Storia
La stazione di Donnafugata entrò in servizio il 18 giugno 1893, all'attivazione del tronco ferroviario da Comiso a Modica.
Il barone Corrado Arezzo de Spuches di Donnafugata con le sue forti influenze politiche riuscì a far modificare il tracciato della ferrovia nel tratto Ragusa - Comiso in modo da farla passare nelle vicinanze del castello e avere la propria stazione ferroviaria. Data l'importanza turistica i treni regionali tutt'oggi fermano regolarmente alla stazione di Donnafugata che dista meno di 400 m dal castello permettendo, a chi volesse, di raggiungere il sito in una breve passeggiata.